# Диоксидифторид
Диоксидифторид (дифтордиоксид) — бинарное соединение кислорода и фтора с химической формулой O2F2.

## Открытие
Диоксидифторид был открыт Руффом и Менцелем в 1933 году.

## Физические свойства
В стабильном состоянии (при низких температурах) представляет собой желто-оранжевое твердое вещество, которое при плавлении превращается в жидкость красного цвета. Разложение диоксидифторида начинается при температуре выше −57 °C.

## Химические свойства
Диоксидифторид относится к веществам с высокой химической активностью и агрессивностью по отношению к большинству конструкционных материалов и простых веществ. Подобно триоксидифториду он реагирует с большинством веществ уже при температуре −157 °C, а также вызывает мгновенное воспламенение твердого этилового спирта и взрывается при соприкосновении с мокрым снегом и льдом. Однако он не взаимодействует с кварцевым волокном и бериллиевым порошком даже при нагревании несколько выше комнатной температуры. Взрывается с тонкими плёнками тефлона.
Диоксидифторид является мощным окислителем. Окисляющая способность связана с легкой диссоциацией на атомарный фтор и радикал OOF·. С органическими соединениями реагирует со взрывом. Фторирует тетрафторгидразин до трифторида азота, ксенон до дифторида ксенона, сероводород и серу до гексафторида серы.
С фторированными кислотами Льюиса (SbF5, PtF5 и др.) образует диоксигенильные соединения с выделением атомарного фтора.

## Получение
Одним из способов получения дифтордиоксида является действие ультрафиолета или пропускание электрических искр через эквимолярную смесь фтора и кислорода при низкой температуре (температура жидкого воздуха):
{\displaystyle {\mathsf {O_{2}+F_{2}\xrightarrow {UV,q,-200^{o}C} \ O_{2}F_{2}}}}